# Зигмунд фон Дитрихщайн
Зигмунд фон Дитрихщайн (на немски: Siegmund von Dietrichstein) е австрийски благородник от род Дитрихщайн, 1. фрайхер фон Дитрихщайн, господар на Холенбург, Финкеншайн и Талбург в Каринтия. Той е офицер, императорски съветник, наследствен „мундшенк“ в Херцогство Каринтия, хауптман в Херцогство Щирия и щатхалтер на Вътрешна Австрия (Щирия, Каринтия и Крайна). Зигмунд е любимец и зет на император Максимилиан I. Той печели доверието и на ерцхерцог Фердинанд I.

## Живот
Роден е на 19 март 1484 година в замък Хартнайдщайн при Волфсберг в Каринтия. Той е третият син на Панкрац фон Дитрихщайн (1446 – 1508) и съпругата му Барбара Гусл фон Турн († 1518), дъщеря на Йохан Гусл, господар фон Турн (* ок. 1414) и Барбара фон Обритшау (* ок. 1418).
Император Максимилиан I дава на баща му през 1506 г. службата „наследствен мундшенк“ в Каринтия. Зигмунд отива в двора на император Максимилиан I, който се отнася към него като към син и го толерира. Той го прави императорски „главен кемерер на среброто“, дава му през 1508 г. двореца и господството Финкенщайн в Каринтия. На 8 юли 1514 г. император Максимилиан издига Зигмунд и всичките му брачни наследници на фрайхер на Свещената Римска империя. Зигмунд купува и наследява множество земи. Като офицер има успехи във войните.
Зигмунд се жени на 22 юли 1515 г. във Виена за Барбара фон Ротал, фрайин фон Талберг (* 29 юни 1500; † 31 март 1550, Виена), извънбрачна дъщеря на император Максимилиан I и Маргарета фон Рапах († 1522). На празничната трапеза са сервирани 300 храни и присъстват баща ѝ Максимилиан I и множество крале и херцози. По случай женитбата му с Барбара се сече през 1515 г. половин талер с техните изображения.
Умира на 19 май 1533 г., на 53-годишна възраст, в дворец Финкеншайн на Фаакерзе, Каринтия. Погребан е във Филах в църквата Св. Якоб, въпреки че според завещанието на император Максимилиан I от 1519 г. трябва да бъде погребан до краката на императора в замък Винер Нойщат.
Двамата му сина разделят Холенбург на два клона.

## Деца
Зигмунд и Барбара имат шест деца:
- Стефан Фердинанд (* 26 декември 1521; † 1523)
- Естер (* 4 юли 1525; † 20 февруари 1597), омъжена I. 1543 г. за Йохан VI фон Лихтенщайн (* 1500; † 1552), II. за фон Дона, III. за Пьогел фон Райфенщайн
- Георг (* 20 септември 1526; † 25 юли 1593), който става протестант, женен на 6 май 1554 г. за Анна фон Щархемберг (* 26 април 1537; † 26 април 1597); има деца
- Адам (* 9 октомври 1527; † 5 януари 1590), женен 1554 г. за Маргарета Фолк де Кардона († 23 февруари 1609); има деца
- Анна (* февруари 1529; † 1532)
- Карл (* януари 1532; † февруари 1562), женен ок. 7 януари 1554 г. за Доротея Ломницка з Мецирици († 1583)

Вдовицата му Барбара фон Ротал се омъжва втори път ок. 1535 г. за Улрих фон Кцетриц († 1543) и трети път ок. 1544 г. за Балтазар фон Швайниц († 1572).